# Alexander De Geer
Alexander De Geer, född 4 maj 1712, död 7 oktober 1771 i Mälby, Helgesta socken, var en svensk adelsman och militär.

## Biografi
Alexander De Geer föddes den 4 maj 1712 som son till brukspatronen Jean De Geer på Godegård och dennes hustru i andra giftet Maria Christina von Bülow. Alexander blev student vid Uppsala universitet den 23 oktober 1723. Han blev livdrabant den 15 december 1732. 1733 gick han i tjänst för Polens kung Stanisław I Leszczyński och blev utnämnd till Kapten och han deltog då i Polska tronföljdskriget. Han återkom till Sveriges efter dennes abdikation 1736. Den 22 november 1736 utnämndes han till löjtnant vid Östgöta infanteriregemente, och han tog avsked den 17 augusti 1741 i samband med att Hattarnas ryska krig bröt ut.

## Utmärkelser
- Riddare av Svärdsorden - 23 november 1761